# 世附森林鉄道

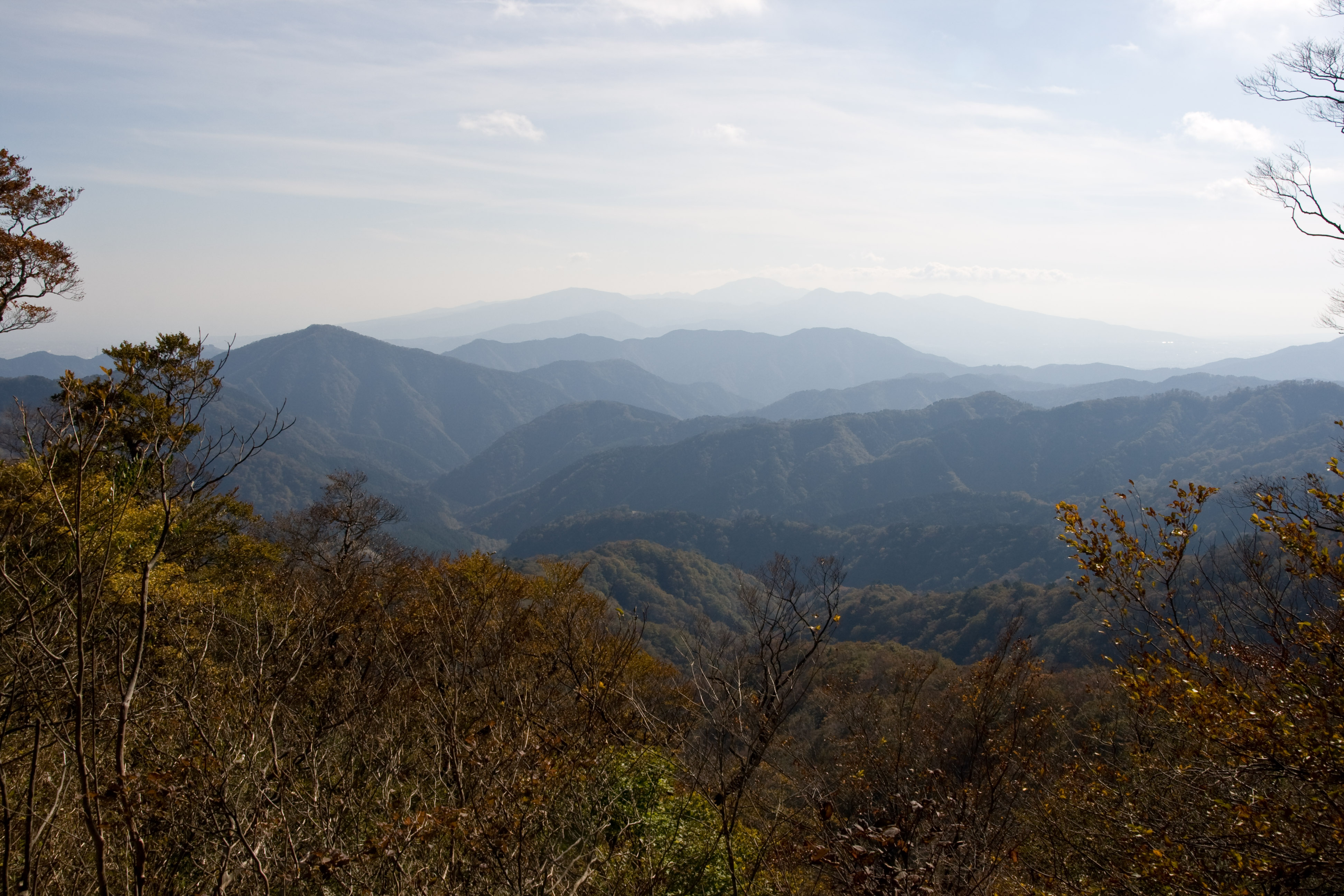
世附森林鉄道が敷かれていた世附川流域の山々（甲相国境尾根より・2012年11月撮影）

世附森林鉄道（よづくしんりんてつどう）は神奈川県足柄上郡山北町に昭和9年（1934年） - 昭和41年（1966年）にかけてあった森林鉄道である。世附森林軌道とも呼ばれる。

## 概要
丹沢山地の西部を流れる世附川沿いに建設された木材運搬用の森林鉄道で、大又線（大又沢線）と水ノ木線（浅野金山線）の二路線があった。いずれも浅瀬集落を基点とする路線で、大又線は世附川支流の大又沢沿いに地蔵平まで、水ノ木線は世附川沿いに水ノ木まで延びていた。
大又線の終着点であった地蔵平周辺は大正初期から昭和中期にかけて山林労働に従事する人々の集落が形成され、一時は200戸以上の戸数を数えるまで人口が増加した。大正12年（1923年）には三保小学校の分校（大又沢分校）が開校し、林業が活発な時期は賑わいを見せていた集落であるが、その後林業が下火になり、昭和35年（1960年）に分校は廃校、地蔵平集落は廃村となった。水ノ木線の終着点であった水ノ木周辺にもそれなりの集落があったが、廃村となり、現在は浅瀬より上流の地域に人家は一軒もない。
当初は官行斫伐事業はおこなわれてなく製炭事業と地元住民や木材業者に対し立木処分の払下げをおこなって木炭や電柱用腕木の生産をしていた。軌道では馬力により台車を引き上げて、木炭を積んで乗り下げ運材により山を下っていた。やがて昭和16年（1941年）に水ノ木流域で官行斫伐事業が実施されることになり、昭和17年（1942年）より台車の引き上げをガソリン機関車（酒井製作所製 自重3.5トン）に変更した。そして昭和22年（1947年）になると大又沢地区の官行斫伐事業が始められた。
昭和34年（1959年）には全面的に機関車に切り替え乗り下げ運材を廃止したが、昭和35年（1960年）から大又線（大又沢線）の自動車道への改良工事が始まり水ノ木線（浅野金山線）も昭和36年（1961年）から工事が始まり1962年度に森林鉄道は終了した。
二路線とも、昭和41年（1966年）までに構造物が撤去され、現在は路線があった場所は林道となっている。

## 路線データ
- 大又線（大又沢線）昭和9年（1934年）12月[2] - 昭和41年（1966年）[1]
浅瀬 - 地蔵平 延長7,234m[1]
- 水ノ木線　昭和13年（1938年）12月[2] - 昭和41年（1966年）[1]
浅瀬 - 水ノ木 延長7,898m[1]昭和27年（1952年）から28年（1953年）にかけて軌条を改良20m延長して7918mとなった[2]。

両線とも隧道はなかった。

## 現在

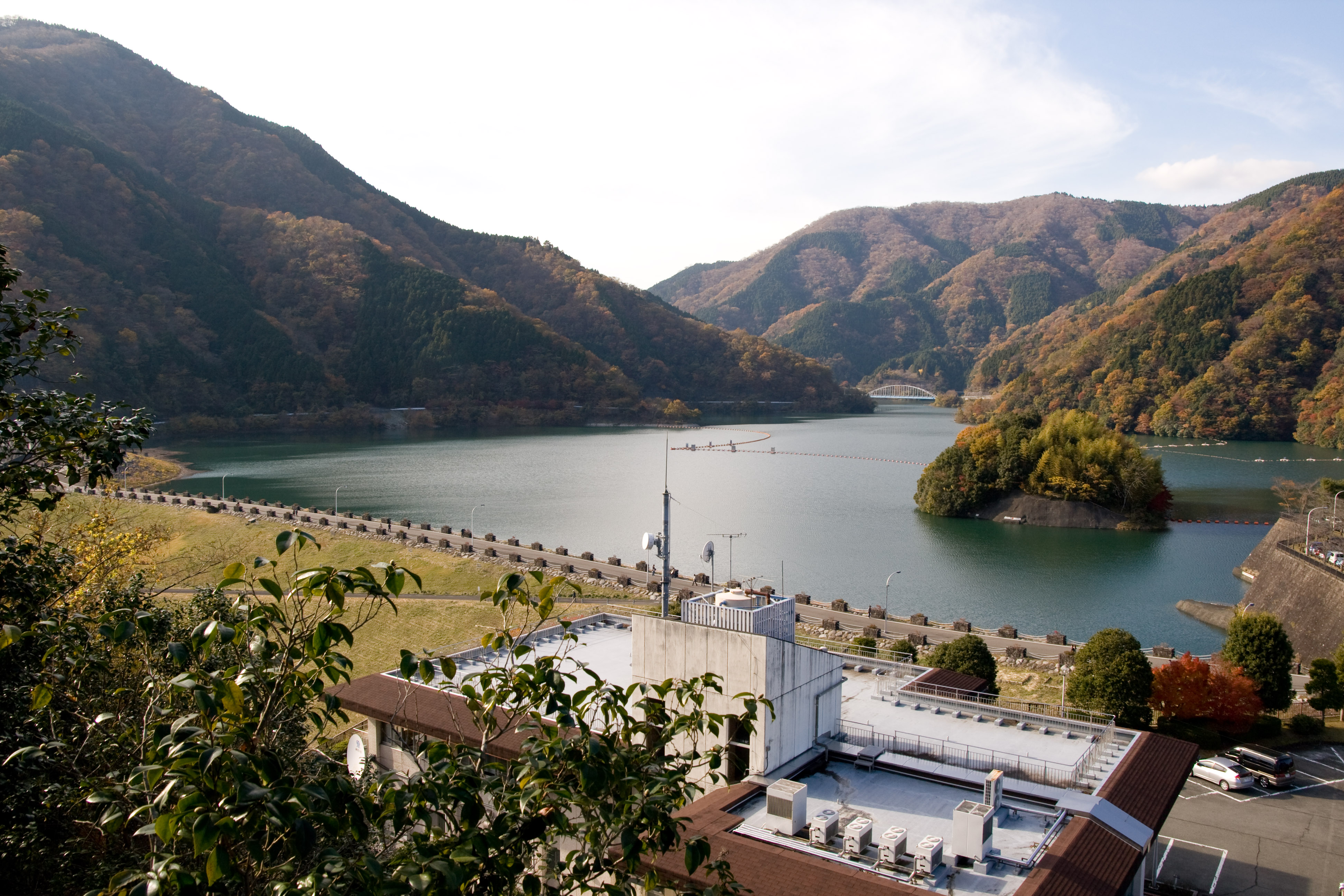
丹沢湖畔の神尾田地区より世附方面を望む。この湖底には、かつて世附・荒井沢などの集落があった（2012年11月撮影）

現在、路線があった世附川とその支流の大又沢沿いには林道が伸びているが、浅瀬に車止めのゲートが設置されているため、浅瀬より先への一般車の通行は不可能である。また、2010年9月に発生した台風9号などによる土砂崩れの影響で、林道が崩壊しているため、2013年6月現在、浅瀬より先の林道は歩行者も含め全面通行止めとなっている。
現在の世附川は丹沢湖（三保ダムのダム湖）に流入する形となっているが、三保ダムが竣工したのは1978年（着工年は1969年）であり、森林鉄道があった当時は世附川下流は急峻な山村地帯であった。川沿いには浅瀬、世附、荒井沢、落合などの集落があったが、そのほとんどが湖底に没している。